# 1. kókú kantai
1. kókú kantai (japonsky: 第一航空艦隊 Dai–iči kókú kantai – doslova „První letecká flota“) byly postupně dvě jednotky Japonského císařského námořnictva. V první instanci (1941 až 1942) to byla flota císařského námořnictva, organizovaná kolem jeho letadlových lodí. Byla zformována 10. dubna 1941 a podřízena Spojenému loďstvu. Prvním (a jediným) velitelem byl čúdžó (中将 ~ viceadmirál) Čúiči Nagumo. Dělila se na číslované kókú sentai (航空戦隊 ~ divize letadlových lodí) – každá kókú sentai většinou obsahovala dvě letadlové lodě a případně pár torpédoborců jako doprovod. Z 1. kókú kantai se na taktické úrovni vyčleňovaly jednotlivé kókú sentai, aby doplněné o další doprovod, vytvořily Kidó butai (機動部隊 ~ mobilní svaz) většinou pod Nagumovým velením. Kidó butai bylo označení pro taktické uskupení – část 1. kókú kantai s doprovodem – určené k plnění konkrétního úkolu. Operace se prakticky nikdy neúčastnila celá 1. kókú kantai.
7. prosince 1941 provedla Kidó butai, složená z letadlových lodí Akagi, Kaga, Hirjú, Sórjú, Šókaku a Zuikaku, útok na Pearl Harbor. Během bitvy u Midway byly letadlové lodě Akagi, Kaga, Hirjú a Sórjú potopeny. Po bitvě u Midway byla v rámci reorganizace Spojeného loďstva 14. července 1942 1. kókú kantai rozpuštěna a zbývající letadlové lodě přeřazeny do 3. kantai (第三艦隊 ~ 3. loďstvo/flota).
Ve své druhé instanci (1943 až 1945) byla 1. kókú kantai znovu vytvořena 1. července 1943 jako letecká flota pozemních kókútai. Prvním velitelem se stal čúdžó Kakudži Kakuta. Jednotky podřízené 1. kókú kantai se zúčastnily bitvy ve Filipínském moři, navazujících bojů o Mariany a bitvy u Leyte. Dne 15. června 1945 byla rozpuštěna.

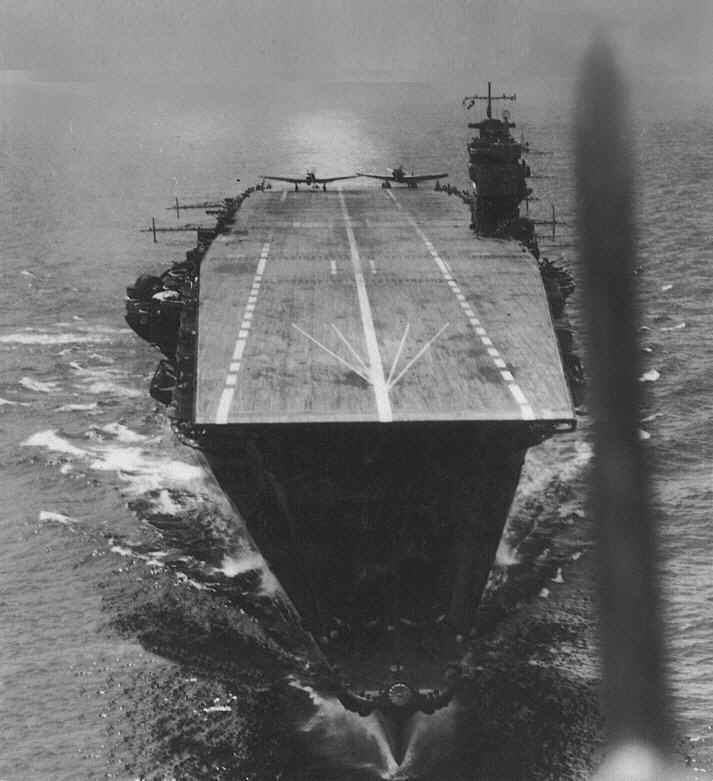
Akagi (赤城)
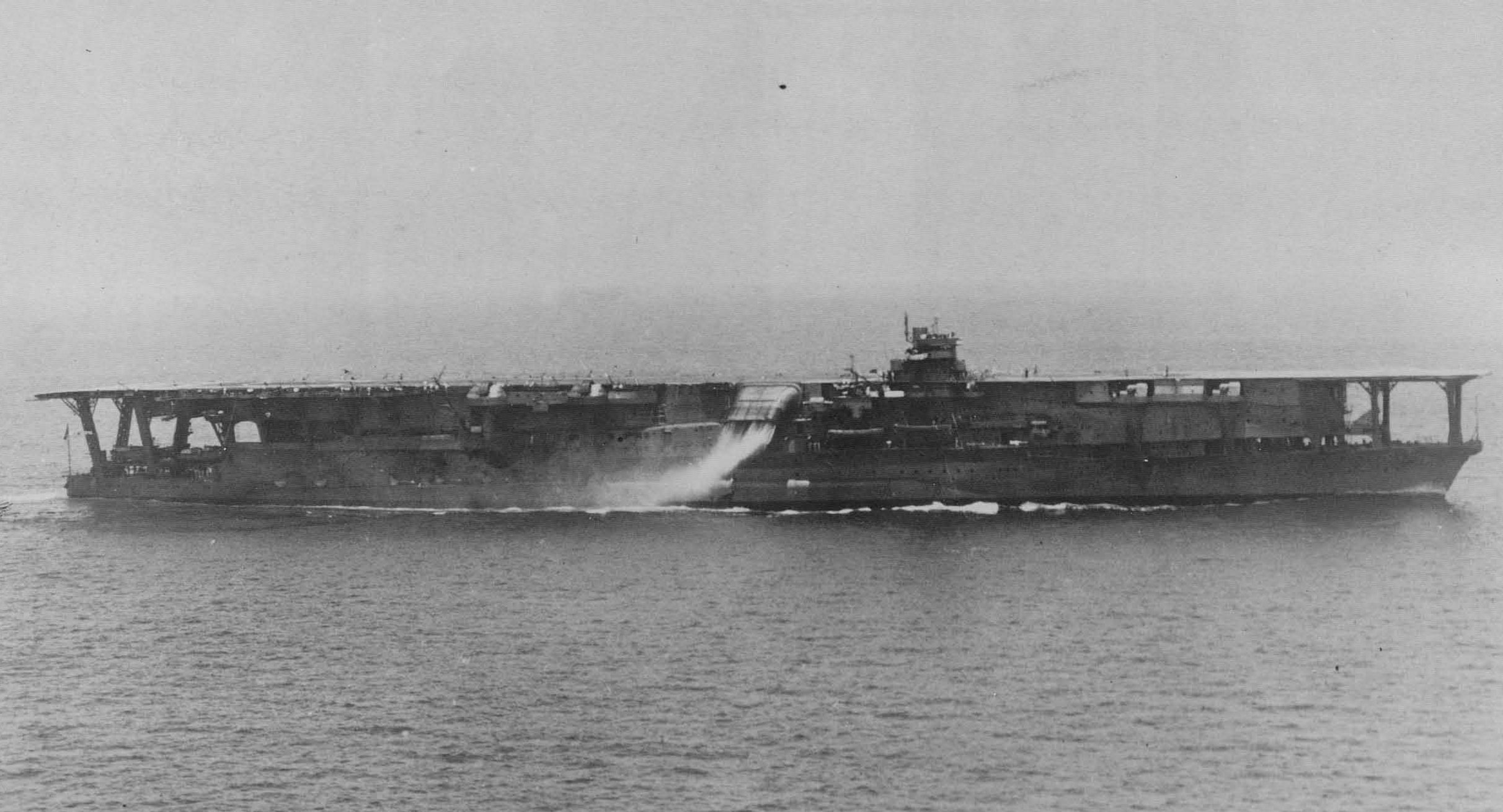
Kaga (加賀)
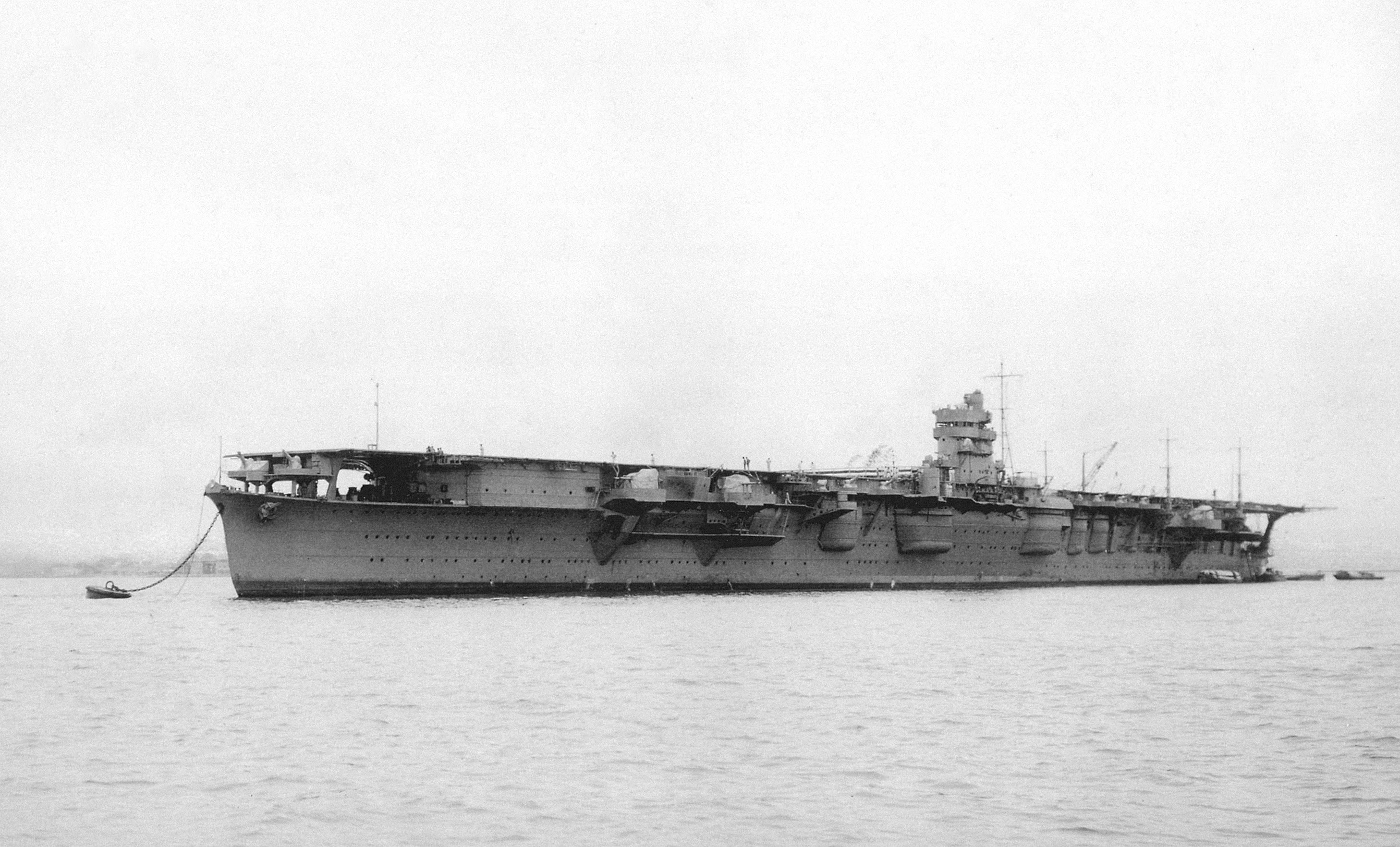
Hirjú (飛龍)
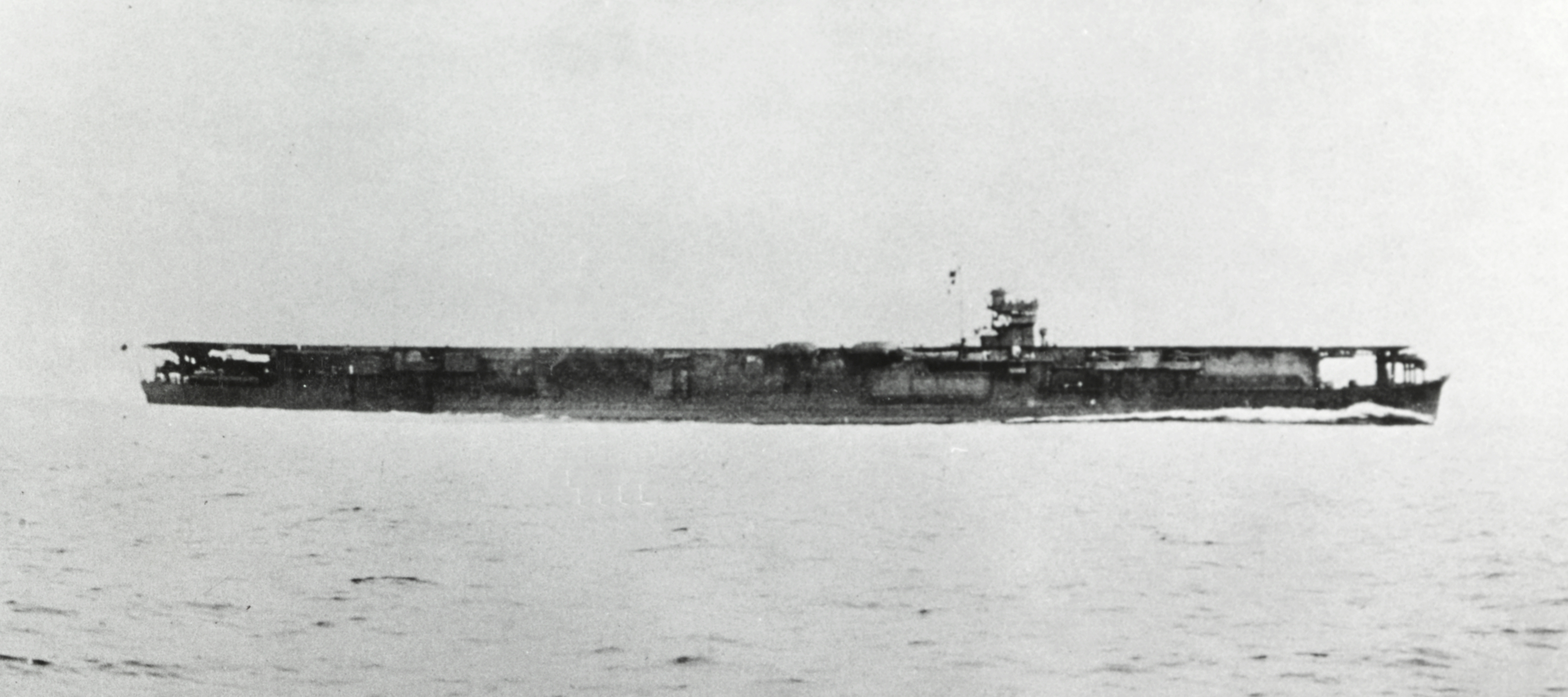
Sórjú (蒼龍)
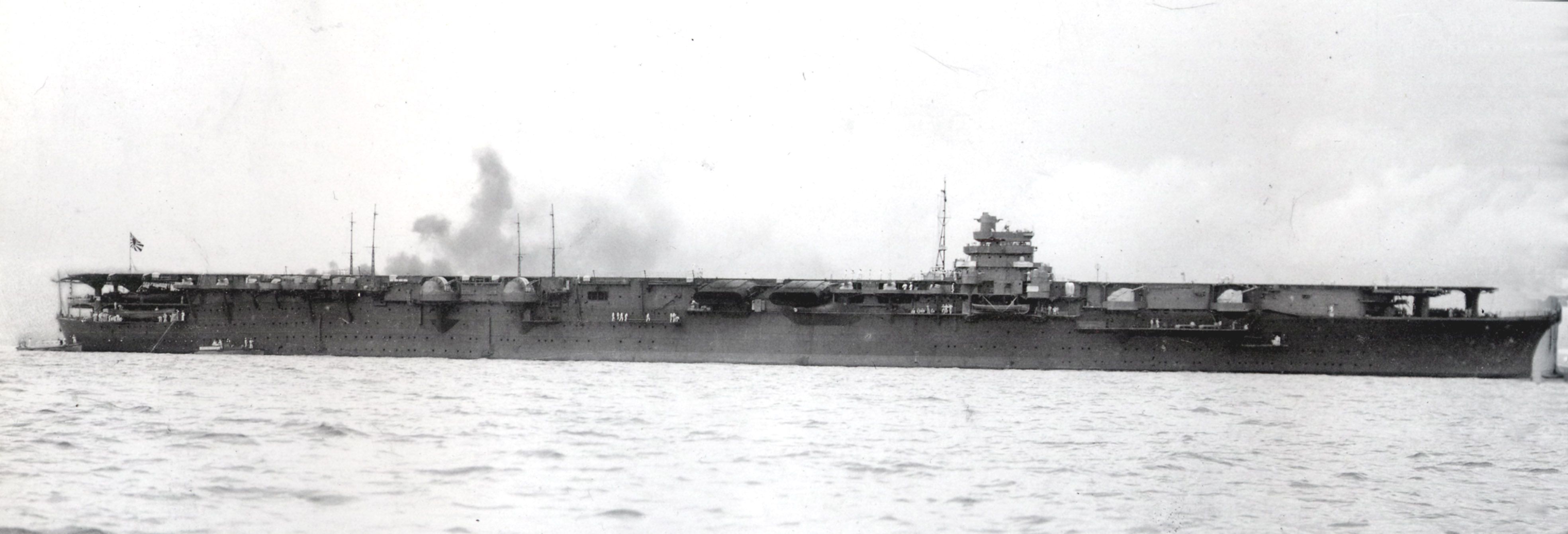
Šókaku (翔鶴)
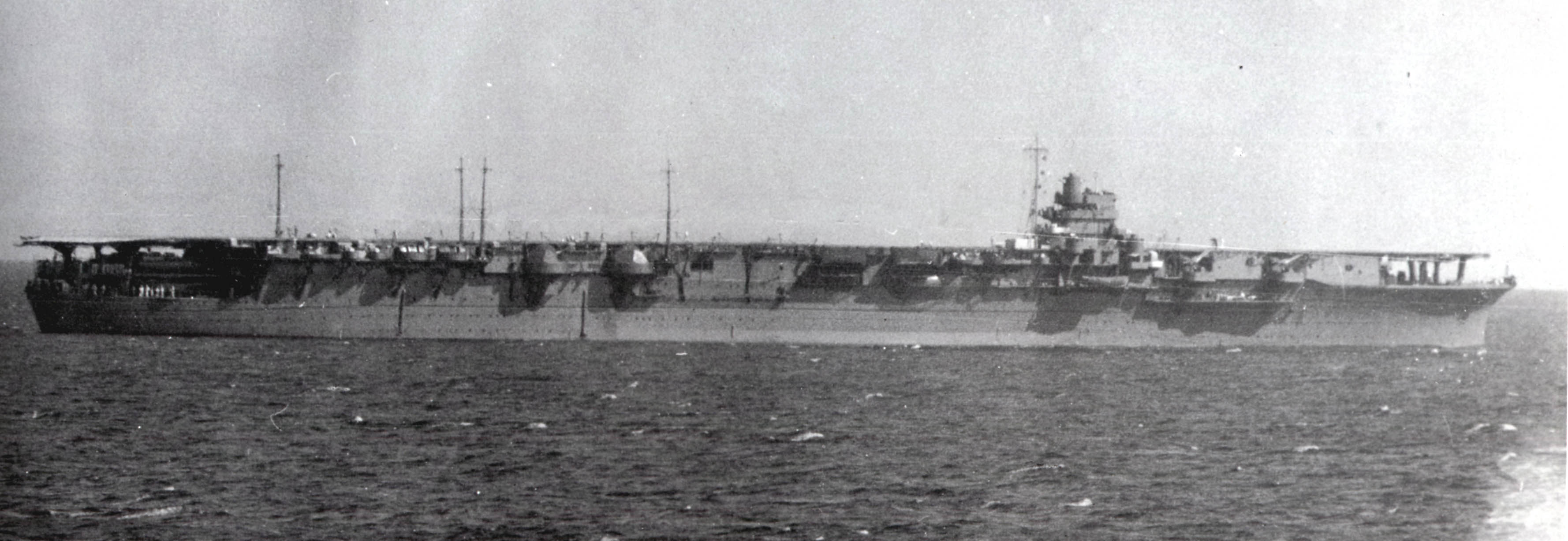
Zuikaku (瑞鶴)